# 大極宮
大極宮（たいきょくぐう）は、大沢在昌・京極夏彦・宮部みゆきの3人が所属する株式会社ラクーンエージェンシー（RACCOON AGENCY Inc.）の公式サイト。旧・株式会社大沢オフィス（おおさわオフィス、OSAWA OFFICE Inc.）時代の2001年2月20日に開設された。

## サイト名の由来
「大極宮」の名前の由来は大沢在昌、京極夏彦、宮部みゆきより取ったものである。このことについてスタッフは『語呂がいいからこういう名前にした。別に深い意味はない』としている。
ちなみに当初「大極宮」の読み方は特に決まってはいなかったが、読み方についての質問が相次いだため、大沢・京極・宮部の3人が「たいきょくぐう」と読んでいたことからそれに決定された。

## 活動
ホームページ内では、「週刊大極宮」という3人ひとりずつの日記やスタッフからのお知らせが公開されていたり、新刊の立ち読みや作家情報、書籍（もちろん3人の作品）の購入案内、その他イベント案内が掲載されている。また、2006年11月9日にはスタッフブログ『裏大極宮』も開設される。
2008年2月28日の更新からサイトを一新し、それまでとは全く違うデザインに変更された。過去のコンテンツの多くは未だに旧サイトにある。
ちなみに、会社情報は大極宮には大沢オフィス時代には非掲載で、社名・所在地・代表者名が記載されたのはラクーンエージェンシーへの社名変更後である。

### リーディング・カンパニー
毎年3人が自作（長編からの抜粋や書き下ろし短編）を朗読する「リーディング・カンパニー」が開催されている。また、大沢の「らんぼう」シリーズや京極の「百器徒然袋」シリーズを3人共同で読む企画もあった。最近は地方での再演も行っている。
本人・スタッフたちは声質と演技力の面から、大沢をダンディヴォイス、京極をレインボーヴォイス、宮部をキャンディヴォイスと呼び合っている。

## 週刊大極宮
それぞれのコードネームにちなんだ題名が付けられている。
- 大沢の「燃えよ山椒大夫」
- 宮部の「安寿のがまぐち」
- 京極の「さまよう厨子王」、「厨子王の逆襲」（第204号以降）、「さまよう厨子王、罪と罰・第130回」

## 関連書籍
「週刊大極宮」を書籍化したものを角川文庫から刊行している。
- 『大極宮』 2002年 ISBN 4-04-361103-X
- 『大極宮 2』 2003年 ISBN 4-04-361105-6
- 『大極宮 3 コゼニ好きの野望篇』 2004年 ISBN 4-04-361106-4